# 2054 Gawain
Gawain (asteróide 2054) é um asteróide da cintura principal com um diâmetro de 20 quilómetros, a 2,655724 UA. Possui uma excentricidade de 0,1035692 e um período orbital de 1 862,5 dias (5,1 anos).
Gawain tem uma velocidade orbital média de 17,30452355 km/s e uma inclinação de 3,78654º.
Esse asteróide foi descoberto em 24 de Setembro de 1960 por PLS.